# Степова ділянка «Могила»
Степова ділянка «Могила» — степова ділянка, ботанічна пам'ятка природи місцевого значення в Україні. Розташована на околиці села Синівці, біля хутора Заболотці Кременецького району Тернопільської області в межах штучно створеного кургану.
Площа — 0,6 га. Оголошена об'єктом природно-заповідного фонду рішенням виконкому Тернопільської обласної ради № 496 від 26 грудня 1983 року. Перебуває у віданні агрофірми «Горинь». 
Під охороною — лучно-степові фітоценози. Цінні — гадючник звичайний, чебрець подільський, плаун булавовидний, занесені до Переліку рідкісних і таких, що перебувають під загрозою зникнення, видів рослин на території Тернопільської області. Місце оселення корисної ентомофауни.